# 요코야마촌 (야마가타현 히가시타가와군)
요코야마촌(横山村)은 야마가타현 히가시타가와군에 설치되었던 촌이다.